# Aurora (Isabela)
Pour les articles homonymes, voir Aurora.
Aurora, ou officiellement la Municipalité d'Aurora (en tagalog : Bayan ng Aurora), est une municipalité de troisième classe de la province d’Isabela, aux Philippines. Au recensement de 2006, elle avait une population de 36 621 habitants.
Aurora est subdivisée en 33 barangays. Ces barangays sont dirigés par des représentants élus pour trois ans : le capitaine de banagay (en) préside le conseil de barangay (en), dont les membres sont des conseillers du barangay (en).
Aurora est devenue une municipalité distincte le 27 août 1927. Elle est composée des 33 barangays suivants (seul le dernier est considéré comme un barangay urbain) :
- Apiat
- Bagnos
- Bagong Tanza
- Ballesteros
- Bannagao
- Bannawag
- Bolinao
- Santo Niño (Caipilan)
- Camarunggayan
- Dalig-Kalinga
- Diamantina
- Divisoria
- Esperanza East
- Esperanza West
- Kalabaza
- Rizalina (Lapuz)
- Macatal
- Malasin
- Nampicuan
- Villa Nuesa
- Panecien
- San Andres
- San Jose
- San Rafael
- San Ramon
- Santa Rita
- Santa Rosa
- Saranay
- Sili
- Victoria
- Villa Fugu
- San Juan
- San Pedro-San Pablo